# Saison 2017-2018 de l'Union sportive carcassonnaise XV
Cette page présente la saison 2017-2018 de l'Union sportive carcassonnaise en Pro D2.

## Entraîneurs
- Christian Labit (manager sportif) à partir du 27 novembre 2017
- Mathieu Cidre (avants)
- Nicolas Nadau (arrières)

## Effectif 2017-2018
| Nom                     | Poste     | Naissance         | Nationalité sportive | International | Dernier club                       | Arrivée au club (année) |
| ----------------------- | --------- | ----------------- | -------------------- | ------------- | ---------------------------------- | ----------------------- |
| Andrei Ursache          | Pilier    | 10 mai 1984       | Roumanie             |               | RC Steaua Bucarest                 | 2012                    |
| Giorgi Natsarashvili    | Pilier    | 1er avril 1985    | Géorgie              |               | Section paloise                    | 2016                    |
| François Bordewie       | Pilier    | 20 juillet 1993   | France               | -             | RC Toulon                          | 2015                    |
| Xérom Civil             | Pilier    | 2 avril 1994      | France               | -             | Union Bordeaux Bègles              | 2016                    |
| Adrien Devisme          | Pilier    | 6 août 1994       | France               | -             | US Cognac                          | 2017                    |
| Antoine Fournier        | Pilier    | 17 août 1988      | France               | -             | Stade aurillacois                  | 2017                    |
| Mirian Burduli          | Pilier    | 6 janvier 1991    | Géorgie              | -             | Lokomotiv Tbilissi                 | 2017                    |
| Luc Bissuel             | Talonneur | 9 septembre 1988  | France               | -             | FC Auch                            | 2014                    |
| Maxime Castant          | Talonneur | 7 avril 1996      | France               | -             | Formé au club                      | 2015                    |
| Thomas Sauveterre       | Talonneur | 10 mai 1993       | France               |               | Montpellier HR                     | 2016                    |
| Gauthier Bruté de Rémur | Talonneur | 18 février 1995   | France               | -             | Union Bordeaux-Bègles              | 2017                    |
| Shalva Mamukashvili     | Talonneur | 2 octobre 1990    | Géorgie              | -             | RC Toulon                          | 2017                    |
| Alin Coste              | 2e ligne  | 28 février 1987   | Roumanie             |               | US bressane                        | 2014                    |
| Rory Walton             | 2e ligne  | 11 avril 1989     | Australie            |               | Perth Spirit                       | 2016                    |
| Jean-Baptiste Roidot    | 2e ligne  | 9 mars 1988       | France               |               | SU Agen                            | 2016                    |
| Thomas Lainault         | 2e ligne  | 28 décembre 1993  | France               |               | Formé au club                      | 2016                    |
| Damian Panizzo          | 2e ligne  | 17 octobre 1989   | Argentine            | -             | US Colomiers                       | 2017                    |
| Mzwanele Richman Zito   | 2e ligne  | 23 novembre 1988  | Afrique du Sud       | -             | Afrique du Sud Wildeklawer Griquas | 2017                    |
| Joël Koffi              | 3e ligne  | 7 novembre 1984   | France               | -             | US Montauban                       | 2010                    |
| Sanele Vavae Tuilagi    | 3e ligne  | 15 juin 1988      | Samoa                | -             | RC Narbonne                        | 2013                    |
| Kévin Gimeno            | 3e ligne  | 11 septembre 1991 | France               |               | Montpellier HR                     | 2014                    |
| Josefa Domolailai       | 3e ligne  | 11 décembre 1985  | Fidji                |               | Section paloise                    | 2016                    |
| Didier Tison            | 3e ligne  | 14 octobre 1993   | France               | -             | Lyon OU                            | 2017                    |
| Carol Raynaud           | Mêlée     | 25 janvier 1993   | France               | -             | Formé au club                      | 2012                    |
| Julien Seron            | Mêlée     | 14 novembre 1983  | France               | -             | Castres olympique                  | 2017                    |
| Damien Anon             | Mêlée     | 6 juillet 1995    | France               | -             | Racing 92                          | 2017                    |
| Antoine Renaud          | Ouverture | 9 octobre 1990    | France               | -             | Stade aurillacois                  | 2017                    |
| François Bouvier        | Ouverture | 29 août 1994      | France               | -             | SU Agen                            | 2017                    |
| Antoine Lescalmel       | Ouverture | 20 novembre 1987  | France               | -             | US Montauban                       | 2017                    |
| Gilles Bosch            | Ouverture | 12 juillet 1990   | France               | -             | FC Grenoble                        | 2017                    |
| Fabien Grammatico       | Centre    | 16 mai 1985       | France               | -             | RC Narbonne                        | 2014                    |
| Louis Marrou            | Centre    | 14 septembre 1993 | France               |               | Provence rugby                     | 2016                    |
| Pedro Bettencourt Avila | Centre    | 18 novembre 1994  | Portugal             | 20 (100)      | ASM Clermont                       | 2016                    |
| Eamonn Sheridan         | Centre    | 14 mai 1989       | Irlande              |               | US Oyonnax                         | 2017                    |
| Steven McMahon          | Centre    | 19 mars 1995      | Irlande              |               | Munster Rugby                      | 2017                    |
| Juan Cappiello          | Centre    | 4 mars 1992       | Argentine            |               | Club Pucará (en)                   | 2017                    |
| Benoît Lazzarotto       | Ailier    | 21 janvier 1988   | France               | -             | Formé au club                      | 2009                    |
| Daniel Kilioni          | Ailier    | 22 février 1993   | Tonga                |               | FC Grenoble                        | 2016                    |
| Aisea Natoga            | Ailier    | 5 septembre 1990  | Fidji                | -             | Ospreys                            | 2015                    |
| Manuel Boutet           | Ailier    | 23 janvier 1995   | France               | -             | Valence Romans DR                  | 2016                    |
| Maxime Oltmann          | Ailier    | 28 décembre 1995  | Allemagne            | -             | USA Perpignan                      | 2017                    |
| Antoine Renaud          | Arrière   | 9 octobre 1990    | France               | -             | Stade aurillacois                  | 2017                    |

## Calendrier et résultats

### Matchs amicaux
- US Carcassonne - Soyaux Angoulême XV :  31-7
- US Carcassonne - US Montauban :  33-39

### Pro D2
| - US Carcassonne - RC Massy : 10-49 - US Carcassonne - Biarritz Olympique : 16-3 - Stade aurillacois - US Carcassonne : 41-10 - US Carcassonne - USA Perpignan : 19-29 - Stade montois - US Carcassonne : 39-23 - US Montauban - US Carcassonne : 23-19 - US Carcassonne - US Montauban : 17-18 - AS Béziers - US Carcassonne : 27-10 - US Carcassonne - Aviron bayonnais : 32-16 - USO Nevers - US Carcassonne : 22-12 - US Carcassonne - FC Grenoble : 18-23 - US Carcassonne - RC Vannes : 27-30 - Soyaux Angoulême XV - US Carcassonne : 26-16 - Colomiers rugby - RC Vannes : 25-19 - US Carcassonne - US Dax : 43-24 | - RC Massy - US Carcassonne : 13-9 - US Carcassonne - USO Nevers : 24-14 - Biarritz Olympique - US Carcassonne : 19-6 - US Carcassonne - Stade montois : 0-22 - RC Vannes - US Carcassonne : 12-13 - US Carcassonne - Soyaux Angoulême XV : 24-13 - US Montauban - US Carcassonne : 13-16 - US Carcassonne - Colomiers rugby : 35-29 - Aviron bayonnais - US Carcassonne : 52-26 - US Carcassonne - Stade aurillacois : 40-14 - US Dax - US Carcassonne : 13-18 - US Carcassonne - RC Narbonne : 52-17 - FC Grenoble - US Carcassonne : 30-5 - US Carcassonne - AS Béziers : 19-38 - USA Perpignan - US Carcassonne : 73-7 |

### Classement de la saison régulière
| Rang | Club                 | J  | V  | N | D  | Bo | Bd | Pm  | Pe  | Diff | Pts |
| ---- | -------------------- | -- | -- | - | -- | -- | -- | --- | --- | ---- | --- |
| 1    | USA Perpignan        | 30 | 20 | 1 | 9  | 12 | 3  | 919 | 571 | +348 | 97  |
| 2    | US Montauban         | 30 | 20 | 2 | 8  | 4  | 4  | 679 | 546 | +133 | 92  |
| 3    | FC Grenoble (R)      | 30 | 20 | 1 | 9  | 4  | 2  | 775 | 667 | +108 | 88  |
| 4    | Stade montois        | 30 | 17 | 0 | 13 | 12 | 4  | 753 | 540 | +213 | 84  |
| 5    | AS Béziers           | 30 | 19 | 1 | 10 | 4  | 2  | 756 | 670 | +86  | 84  |
| 6    | Biarritz olympique   | 30 | 17 | 0 | 13 | 7  | 5  | 789 | 694 | +95  | 80  |
| 7    | USO Nevers (P)       | 30 | 15 | 0 | 15 | 6  | 3  | 656 | 580 | +76  | 69  |
| 8    | Aviron bayonnais (R) | 30 | 14 | 1 | 15 | 5  | 6  | 732 | 764 | -32  | 69  |
| 9    | Colomiers Rugby      | 30 | 14 | 1 | 15 | 6  | 5  | 637 | 678 | -41  | 69  |
| 10   | RC Vannes            | 30 | 12 | 0 | 18 | 6  | 8  | 721 | 739 | -18  | 62  |
| 11   | Stade aurillacois    | 30 | 13 | 1 | 16 | 2  | 5  | 641 | 716 | -75  | 61  |
| 12   | RC Massy (P)         | 30 | 13 | 0 | 17 | 2  | 5  | 633 | 682 | -49  | 59  |
| 13   | Soyaux Angoulême XV  | 30 | 13 | 1 | 16 | 2  | 3  | 592 | 661 | -69  | 59  |
| 14   | US Carcassonne       | 30 | 11 | 0 | 19 | 4  | 5  | 585 | 767 | -182 | 53  |
| 15   | US Dax               | 30 | 9  | 1 | 20 | 2  | 6  | 602 | 767 | -165 | 46  |
| 16   | RC Narbonne          | 30 | 7  | 2 | 21 | 2  | 1  | 547 | 975 | -428 | 35  |

|  | Qualification pour les demi-finales (no 1, no 2).         |
|  | Qualification pour les barrages (no 3, no 4, no 5, no 6). |
|  | Relégation en Fédérale 1 (no 15 et no 16).                |
|  | R : relégués 2017 • P : promus 2017                       |

## Statistiques

### Championnat de France
Meilleurs réalisateurs
| Rang | Joueur            | Poste     | Points | Essais | Transf. | Pén. | Drops |
| ---- | ----------------- | --------- | ------ | ------ | ------- | ---- | ----- |
| 1    | Antoine Lescalmel | Ouverture | 121    | 3      | 17      | 24   | 0     |
| 2    | Antoine Renaud    | Arrière   | 67     | 0      | 8       | 17   | 0     |
| 3    | Maxime Oltmann    | Ailier    | 40     | 8      | 0       | 0    | 0     |

Meilleurs marqueurs
| Rang | Joueur               | Poste     | Essais |
| ---- | -------------------- | --------- | ------ |
| 1    | Maxime Oltmann       | Ailier    | 8      |
| 2    | Sanele Vavae Tuilagi | 3e ligne  | 4      |
| 3    | Maxime Castant       | Talonneur | 3      |
| 4    | Antoine Lescalmel    | Ouverture | 3      |
| 5    | Louis Marrou         | Centre    | 3      |